# Радован Караджич
Ра̀дован Ка̀раджич (на сръбски: Радован Караџић или Radovan Karadžić) е босненски сърбин, сръбски държавен и политически деец, психиатър, поет. Първи Президент на Република Сръбска – от 1992 до 1996 г. Международният трибунал за бивша Югославия го признава за виновен в геноцид, военни престъпления и престъпления срещу човечеството, осъден е на доживотен затвор.

## Биография

### Ранен живот и образование
Роден е на 19 юни 1945 г. в село Петница (Петњица) в подножието на планината Дурмитор, община Шавник, близо до Никшич, днес в Република Черна гора. Баща му Вуко е бил занаятчия (обущар и крояч) и гуслар. Семейство Караджич по произход са от Косово.
Караджич завършва основно училище в Никшич. На 15-годишна възраст заминава за Сараево и се записва в средно медицинско училище. След като го завършва, постъпва в медицинския факултет в Сараево, където специализира невропсихиатрия. След дипломирането си през 1971 г. работи в държавна болница в Сараево. Специалист е по неврози и депресиите. Женен е за Лиляна Зелен-Караджич. Имат дъщеря Соня и син Александар (Саша).
През 1974 – 1975 години Радован се намира в САЩ като стипендиант на фонда АЙРЕКС, за запознаване с поезията в Колумбийския университет.
През 1984 г. Радован Караджич прекарва 11 месеца в затвора, обвинен за злоупотреба, но бива освободен като невинен, понеже не е доказано, че с държавни пари си е построил вила в Пале.

## Политически живот
Радован Караджич започва политическата си кариера под влияние на идеите на видния югославски, а след това сръбски политик, академика и правозащитника Добрица Чосич. През 1989 година става един от членовете-основатели на Сръбската демократическа партия (СДП) в Босна и Херцеговина. На 12 юли 1990 година е избран за председател на тази партия, като на този пост е до 19 юли 1996 година, когато подава оставка.
Радован Караджич е избран за президент на Република Сръбска на 12 май 1992 година и остава на този пост до 30 юни 1996 година (според други източници е президент от 17 декември 1992 година до 19 юли 1996 г.), когато под силния натиск на международната общност и на президента на Сърбия Слободан Милошевич се отказва от него и прехвърля пълномощията си на Биляна Плавшич, която дотогава е вицепрезидент на Република Сръбска.
По време на политическата си дейност Радован Караджич най-близко си сътрудничи с Момчило Краишник, бивш председател на Народната скупщина на Република Сръбска и член на Съвета по национална сигурност и на разширеното председателство на Република Сръбска, и с Биляна Плавшич, бивш член на колективното председателство на Босна и Херцеговина и вицепрезидент на Република Сръбска.
Радован Караджич става председател на Съвета по национална сигурност на Република Сръбска на 27 март 1992 година. Освен това става и член на тричленното председателство на Република Сръбска на 12 май 1992 година, когато бива избран и за президент на Република Сръбска.
Радован Караджич, заедно с Момчило Краишник, Биляна Плавшич и други членове на СДП, участва в разширеното военно председателство на Република Сръбска от началото на юни 1992 до декември 1992 година. Радован Караджич, заедно с Момчило Краишник, Биляна Плавшич и други е член на върховното командване на въоръжените сили на Република Сръбска някъде от края на ноември 1992 година.
От 20 декември 1992 година Радован Караджич е във функцията и на върховен главнокомандващ на въоръжените сили на Република Сръбска и в това си качество председателства заседанията на върховното командване.
От март 1992 г. в Босна и Херцеговина вече в пълен ход тече гражданска война. След първите междуетнически сблъсъци в страната Караджич отдава разпореждане за формиране на местни сръбски въоръжени сили, ядрото на които стават военни от бившата Югославска народна армия (ЮНА).
В свои изказвания в Атина и Виена през 1993 г. Караджич заявява, че е необходимо Югославия да бъде възстановена.
В хода на войната, през 1995 г. се извършва клането в Сребреница. На 25 юли 1995 година Международният трибунал за бивша Югославия в Хага официално обявява, че повдига срещу Радован Караджич обвинение за организацията на това масово убийство на босненски мюсюлмани. Залавянето на Караджич и предаването му на Международния трибунал за бивша Югославия е едно от условията за ускоряване на преговорния процес по встъпване на Сърбия в ЕС. За информация за него и за Ратко Младич трибуналът обявява награда от 5 милиона долара.
От 1996 година Радован Караджич изчезва от политическата сцена, укривайки се от Международния трибунал. Започва усилено търсене, заприличало на истински лов. За да е успешно търсенето, всеки военнослужещ от състава на мироопазващите сили в Босна получава фотографии на укриващия се лидер на босненските сърби. Интерпол го издирва по обвинения за насилие, престъпления срещу човечеството, престъпления срещу живота и здравето, геноцид, тежки нарушения на Женевската конвенция, убийства, плячкосване и нарушения на законите или на обичаите на войната. В негова защита поддръжниците му твърдят, че той не е по-виновен от всеки друг военновременен политически ръководител. Това, че Радован Караджич успява да избегне ареста повече от 10 години, го превръща в национален герой на босненските сърби. Разпространено е обаче и мнението, че Радован Караджич остава на свобода поради сключена сделка с Ричард Холбрук.
През ноември 2004 година британското министерство на отбраната признава официално, че евентуална военна акция по залавянето на Радован Караджич не би успяла, а оказването на политически натиск върху правителствата на страните от бивша Югославия би имало по-голяма вероятност за успех.
След неуспешен опит за арест през май 2005 година, на 7 юли 2005 година силите на НАТО арестуват сина на Радован Караджич, Саша, но го освобождават след 10 дни. На 28 юли 2005 година съпругата на Радован Караджич, Лиляна, отправя апел към него да се предаде.

### Арест
В продължение на 12 години Караджич успява да се укрива от международния трибунал. Вечерта на 21 юли 2008 г. той е арестуван от сръбските специални полицейски части в белградски автобус и отведен в отделение на съда за военни престъпления в Белград. Арестът на бившия лидер на босненските сърби е резултат от внимателно планирана операция. Сътрудниците на сръбската служба за безопасност получават анонимно позвъняване от човек, който смята, че трябва да се обърне внимание на един беловлас старец, доктор, гласът на който му напомнял за Караджич. В течение на два месеца Караджич е наблюдаван от сръбските спецслужби, които внедряват двама свои агенти под формата на пациенти, които се записват за преглед при него. Те успяват незабелязано да вземат няколко косъма от главата на доктора, и с помощта на анализ на ДНК се установява, че това действително е Радован Караджич.
През всичките тези години Радован Караджич е живял в Белград в двустайна квартира, наета от него на улица „Юрий Гагарин“ в района Нови Белград, и е работил в частна клиника в същия квартал, занимавайки се с лечение на депресии посредством алтернативна медицина. Имал фалшиви документи на името на Драган Давид Дабич, не бил гражданин на Сърбия, и свободно се движел из града, посещавал семинари, четял лекции и публикувал в списания с медицинска тематика. Посетители и работещи в един от белградските барове разказват, че когато Дабич посещавал бара The Madhouse, той предпочитал да сяда на маса, над която висял портрет на Радован Караджич и да слуша песни за него и за Ратко Младич. За тези 12 години той силно се изменил: пред телевизионните екрани се появил възрастен мъж с очила, с гъста сива брада и сплетени на плитка коси. След ареста Караджич по собствено желание се подстригал и избръснал.

#### Обвинителен акт срещу Радован Караджич

##### Факти от обвинителния акт
Първият обвинителен акт срещу Радован Караджич и Ратко Младич е повдигнат първоначално на 24 юли 1995 г. и е потвърден от съдията Клод Жорда на 25 юли 1995 г. Вторият обвинителен акт е повдигнат на 14 ноември 1995 г. и е потвърден от съдията Фуад Риад на 16 ноември 1995 г.
В изменения и допълнен обвинителен акт, който е потвърден на 31 май 2000 година, се посочва, че Радован Караджич, действайки сам или в съучастие с други, включително Момчило Краишник и Биляна Плавшич, в периода от 1 юли 1991 г. до 31 декември 1992 г. е участвал в престъпни деяния, за да осигури контрол над райони от Босна и Херцеговина, които биват обявени за част от така наречената Република Сръбска. За да осъществи тази цел, ръководството на босненските сърби, включително Радован Караджич, Момчило Краишник, Биляна Плавшич и други, започва и провежда действия, които включват налагане на невъзможни условия за живот, включително гонения и тактика на терор, чийто ефект е трябвало да подтикне не-сърбите да напуснат тези райони, депортация на онези, които не желаят да заминат, и ликвидация на други.
Силите на босненските сърби, които обхващат както военни и паравоенни формирования, така и силите на териториалната отбрана и полицията, СДП и органите на властта, които действат под ръководството на Радован Караджич, Момчило Краишник, Биляна Плавшич и други, предприемат редица различни акции, за да намалят значително броя на босненските мюсюлмани и хървати и да принудят останалото несръбско население да напусне споменатите райони.
От края на март до 31 декември 1992 година силите на босненските сърби физически поемат контрола над тези райони, често чрез жестоки нападения. Тези нападения и завземането на властта се осъществяват по координиран и планиран начин. Организирането и ръководенето на завземането на властта, осъществено в периода от края на март до 31 декември 1992 година, продължава с погроми и депортация чак до 30 ноември 1995 година, особено в общините Биелина и Баня Лука, както и в Сребреница, обявена от ООН за защитена зона.

#### Обвинения
В обвинителния акт, в съответствие с чл. 7 (1) от Устава на Международния трибунал в Хага, въз основа на индивидуална наказателна отговорност, и с чл. 7 (3) от Устава, въз основа на наказателна отговорност, срещу Радован Караджич са отправени следните обвинения в:
- геноцид (чл. 4 от Устава – геноцид; или, алтернативно: съучастие в геноцид) (2 точки),
- престъпления против човечеството (чл. 5 от Устава – изтребление, убийства, гонения на политическа, расова или религиозна основа, нехуманни деяния (насилствена депортация)) (пет точки),
- нарушение на законите или обичаите на войната (чл. 3 от Устава – убийства, противозаконно тероризиране на цивилни, вземане на заложници) (три точки), и
- тежки нарушения на Женевската конвенция (чл. 2 от Устава – съзнателно лишаване от живот).

### Присъдата
На 24 март 2016 г. Международният трибунал за бивша Югославия признава Радован Караджич за виновен по десет от единадесетте пункта на обвинението и го осъжда на 40 години затвор за военни престъпления и геноцид, извършени по време на Босненската война 1992 – 1995 г.. В частност, съдът признава Караджич за отговорен за организацията на масовото убийство на мюсюлмани в Сребреница през 1995 г. Караджич също е признат за виновен заради организирането на нападения на мирни жители и за убийства в хода на обсадата на град Сараево, в залавяне на сътрудници на ООН за заложници. Единственият отклонен пункт от обвинението става геноцидът, извършен в друг район на Босна в началото на войната. По-късно, в резултат на апелационния процес, присъдата е преразгледана и утежнена: на 20 март 2019 г. апелационната палата на Международния остатъчен механизъм за углавни трибунали осъжда Караджич на доживотен затвор.

## Литературна дейност
Литературната кариера на Радован Караджич започва през 1966 година, когато публикува първата си стихосбирка. По-известни са поетичните му книги Лудо копие (Ludo koplje) (1968), Памтивек (Pamtivek) (1971), Има чудо – няма чудо (Ima čuda – nema čuda) (1982), Черна приказка (Crna bajka) (1990), Славянски гост (Slovenski gost) (1992), както и комедията Ситовация (Sitovacija) (2002) и автобиографичният му роман Вълшебна хроника на нощта (Čudesna hronika noći) (2004), за който авторът очаквал „световна слава“, а за който хърватското списание Глобус пише, че „не може да се нарече нито добър, нито лош: той е зъл“. През 1995 година стихосбирката му „Лудо копие“ е издадена на български език от издателство „Христо Ботев“.